# Будинок Лисенка
Буди́нок Ли́сенка — будинок в Черкасах, збудований за кошти грабаря Лисенка, в якому знаходилась Перша музична школа, трохи згодом – приватна чоловіча гімназія.
В 1914 році будівлю переобладнали під військовий шпиталь. Пізніше тут перебував міський архів та краєзнавчий музей. Після Другої Світової війни будівля була перетворена під драмтеатр, пізніше — Будинок офіцерів. В роки незалежності в будинку містилась редакція газети «Вечірні Черкаси».